# بوتيوكسيلة نواكية
بوتيوكسيلة نواكية (بالإنجليزية: Buttiauxella noackiae)‏ هي نوع بكتيريا من جنس بوتيوكسيلة. تم عزله من الحلزون في سيدني في أستراليا.

## أصل التسمية
سمي هذا النوع نسبة لكاترين نواك.